# Jean Mattéoli
Jean Mattéoli (* 20. Dezember 1922 in Montchanin, Département Saône-et-Loire; † 27. Januar 2008 in Paris) war ein französischer Politiker.

## Biografie
Nach einem abgeschlossenen Studium der Rechtswissenschaft in Dijon schloss sich Mattéoli dem Netzwerk um den Geistlichen Félix Kir in der Résistance an. 1944 wurde er verhaftet und zunächst in das Konzentrationslager Neuengamme und später in jenes von Mauthausen deportiert. Nach dem Ende des Krieges arbeitete er zunächst in der politischen Verwaltung der Bourgogne und der Franche-Comté. 1946 wechselte er in die französische Besatzungszone Deutschlands und wird Mitarbeiter des Generalverwalters Émile Laffon.
Als Laffon Präsident der großen regionalen Kohlebergbaugesellschaft Houillères du Nord et du Pas-de-Calais wurde, folgte ihm Jean Mattéoli. Von 1948 bis 1968 war er dort verantwortlich für Auslandsbeziehungen und Soziales. In jener Zeit entwickelte er ein Interesse für soziale Angelegenheiten und erwarb persönliches Vertrauen bei den Gewerkschaften. Als im Oktober 1968 die Stelle des Kommissars für industrielle Erneuerung in dieser nordfranzösischen Region zu besetzen war, kam ihm dies zugute. 1973–1979 war er Präsident der gesamtfranzösischen Kohlebergbaugesellschaft Charbonnages de France.
Parallel zu seiner industriellen Karriere engagierte sich Mattéoli in der Politik. Zunächst Mitglied der linksgaullistischen Partei Front travailliste, wurde er 1971 Mitglied des Zentralkomitees der gaullistischen UDR und später Mitglied des Sekretariats der bürgerlichen RPR. 1983 bis 1987 war er als Conseiller de Paris der für Handel und Industrie zuständige Berater des Bürgermeisters Jacques Chirac. Von 1983 bis 1986 war er Rat der Region Île-de-France.
Am 8. November 1979 wurde er Minister für Arbeit und Mitbestimmung im Kabinett von Raymond Barre. Da er wenig später an einem Herzleiden erkrankte, konnte er seine Arbeit erst Ende Januar 1980 aufnehmen. Seine Ziele als Minister versuchte er konziliant und im Konsens mit den Gewerkschaften durchzusetzen. Er erreichte einen Beschäftigungspakt für die Jugend und setzte sich für Teilzeitarbeit ein. Mit seinem Ziel, die Mitbestimmung auszuweiten, scheiterte er jedoch am Widerstand sowohl aus dem rechten als auch aus dem linken politischen Lager.
Von 1985 bis 1990 war er Président-directeur général der elsässischen Draht- und Kabelwerke Tréfilerie et câblerie d'Alsace. 1987 wurde er zum Präsidenten des Conseil économique et social (CES), des französischen nationalen Rats für wirtschaftliche und soziale Angelegenheiten, gewählt. Er wurde dreimal wiedergewählt. Im französischen Eisenbahnerstreik von 1995 wurde ihm die Rolle des Vermittlers anvertraut. 1999 lehnte er es ab, für eine fünfte Amtszeit als Präsident des CES zu kandidieren; er wurde daraufhin per Akklamation zum Ehrenpräsidenten gewählt.
Zeitlebens engagierte sich Jean Mattéoli gegen den Antisemitismus. 1997 leitete er die Kommission zur Untersuchung des Raubs jüdischen Eigentums in Frankreich während des Nationalsozialismus. Dessen ungeachtet sagte er im Prozess gegen Maurice Papon im Februar 1988 zugunsten des Angeklagten aus – obwohl der nationale Verband der Deportierten und Internierten der Résistance, dessen Ehrenpräsident er war, als ziviler Nebenkläger in jenem Prozess auftrat.

## Auszeichnungen
Jean Mattéoli war Träger des Croix de guerre und der Médaille de la Résistance. 1998 wurde er mit dem Großkreuz der Ehrenlegion ausgezeichnet.